# Jens Carl Krag-Juel-Vind-Arenfeldt
Jens Carl baron Krag Juel Vind, fra 1807 Krag-Juel-Vind-Arenfeldt, (født 12. oktober 1767 i København, død 12. august 1855) var dansk officer, aftrådt som generalmajor, fra 1776 godsejer til stamhuset Stensballegaard ved Horsens.

## Barndom og ægteskab
Jens Carl Krag Juel Vind blev født som søn af gehejmeråd, baron Jens Krag-Juel-Vind til baroniet Juellinge på Lolland og hustru Sophie Magdalene von Gram.
Jens Carl Krag Juel Vind blev den 5. december 1788 i As Kirke i Bjerre Herred viet til Mette Johanne Reedtz (fødet 14. marts 1770, død 19. maj 1817), datter af kammerherre Holger Reedtz til Palsgaard og hustru Karen Mogensdatter Rosenkrantz. I ægteskabet fødtes, (foruden fem børn der døde som små), fem sønner og to døtre. Heraf forblev de seks ugifte, medens sønnen Preben Krag Juel Vind Arenfeldt (født 1800, død 1867) den 14. januar 1857 indgik ægteskab i sit hjem på "Møballegaard" med Petrine Elisabeth Linnemann (født 1812 i Horsens).  Deres ægteskab var barnløst.
Hustruen Mette Johanne, født Reedtz, døde den 19. maj 1817 på Stensballegaard.

## Liv og levned
Jens Carl Krag Juel Vind påbegyndte en militær karriere som sekondløjtnant i Sjællandske Dragonregiment i 1783 og kom i det følgende år til Hestgarden, i 1788 til Slesvigske Rytterregiment som premierløjtnant, blev i 1789 sekondritmester, i 1800 eskadronchef, i 1803 major, i 1808 oberstløjtnant og ved sin afgang fra Hæren i 1812 udnævntes han til oberst. Han fik i 1835 afskedspatent som generalmajor.
Fra 1803 til 1811 var han medlem af Remontekommissionen, der var blevet oprettet 1796. Han blev i 1806 udnævnt til kammerherre. Ved patent af 2. juli 1807 antog han de Arenfeldt´ers navn og våben sammen med sit eget.
Ved sønnen Preben Krag Juel Vind Arenfeldts død den 19. marts 1867 uddøde slægtens mandslinje, og stamhuset Stensballegaard faldt dermed i arv til Christian Emil lensgreve Krag-Juel-Vind-Frijs til grevskabet Frijsenborg. Administrationen af godset indgik derefter under grevskabet Frijsenborgs søndre del. 
Jens Carl Krag Juel Vind var grandonkel til Christian Emil lensgreve Krag-Juel-Vind-Frijs. 
Slægten Krag Juel Vind Arenfeldts medlemmer beboede Stensballegaard til den yngste baronesses død i 1884.

### Stamhuset Sæbygaard
Jens Carl Krag Juel Vind Arenfeldts hustru Mette Johanne, født Reedtz, arvede i 1806 godserne Sæbygaard og Stenshede i Vendsyssel efter oberst Otto Arenfeldt (født 1723, død 1806) og hustru Elisabeth Bille Arenfeldt (født 1713, død 1798), hvis søstersøns datter hun var. Sæbygaard var i 1797 blevet oprettet som stamhus.
Ægtefællen Jens Carl Krag Juel Vind Arenfeldt tiltrådte samme år stamhuset. Det blev i 1820 videreført af sønnen Frederik Sigfred Krag Juel Vind Arenfeldt (født 1791, død 1866). Han overførte det i 1858 til sin bror Preben Krag Juel Vind Arenfeldt (1800-1867). Ved hans død blev ejerskabet videreført af søsteren Sophie Cathrine Krag Juel Vind Arenfeldt (født 1797, død 1878). Det blev ved hendes død ført videre af den sidste i søskendeflokken, Elisabeth Eleonore Christine Krag Juel Vind Arenfeldt (født 1806, død 1884).
Ved hendes død overgik stamhuset til den norske gren af slægten Arenfeldt.
Enken efter Preben Krag Juel Vind Arenfeldt, baronesse Petrine Elisabeth Krag Juel Vind Arenfeldt, født Linnemann, beboede hovedbygningen til sin død den 21. december 1880 og blev begravet på Volstrup Kirkegård.

## Død og begravelse
Jens Carl Krag Juel Vind Arenfeldt døde den 12. oktober 1855 på Stensballegaard og blev begravet i familiegravstedet på Vær Kirkegård, hvor også hans hustru og børn er begravet.